# Godefroi I de Verdun
Godefroi I, supranumit Prizonierul și Captivul, uneori cel Bătrân (n. 935 d.Hr. – d. 3 septembrie 998 d.Hr.), a fost conte de Bidgau și Methingau din 959 și conte de Verdun din 963 până la  sfârșitul vieții. A fost margraf de Anvers și Ename din 969. Între 974 și 998 a fost conte de Hainaut și Mons sub numele Godefroi al II-lea.

## Biografie
Godefroi era fiul contelui Gozlin de Bidgau și Methingau, cu Oda de Metz. El a fost frate cu arhiepiscopul Adalberon de Reims, care l-a încoronat pe Hugo Capet ca rege al Franței.
El a fost fondatorul Casei de Limburg și al Casei de Ardennes-Verdun, o ramură colaterală a Casei de Ardennes. El a fost mereu loial Ottonienilor cu care se înrudea prin bunica sa maternă.
El a fost primul conte de Verdun din 963, fiind deja din 959 conte de Bidgau și Methingau, titlu dobândit prin moștenire. În 974 Godefroi a devenit conte de Mons și de Hainaut alături de contele Arnold de Valenciennes, ca urmare a îndepărtării contelui Reginar al IV-lea. Însă Carol de Lorena, susținătorul lui Reginar, l-a înfrânt pe Godefroi și pe Arnold la Mons în 976, unde cel Godefroi a fost capturat.
După eliberare, el s-a aflat de partea împăratului Otto al II-lea în lupta împotriva regelui Lothar al Franței de la Verdun din 985, fiind din nou capturat și închis timp de câțiva ani. Godefroi a fost eliberat în 987 de Hugo Capet cu care familia lui Godefroi era aliată: Adalberon, fratele lui Godefroi, îl încoronase pe Hugo ca rege al Franței, iar Godefroi era adversar al ducelui Carol de Lotharingia, rivalul carolingian al lui Hugo.
În 989 Godefroi a fost capturat pentru a treia oară, de această dată de către Herbert al III-lea de Vermandois. A fost eliberat înainte de 995, an în care a fost prezent la un sinod la Mousson. 
În 998 a pierdut parțial Hainaut, respectiv Comitatul de Mons, în favoarea lui Reginar al IV-lea.

## Familia
În 963 Godefroi s-a căsătorit cu Matilda, fiica ducelui Herman de Saxonia, din familia Billungilor, văduvă a contelui Balduin al III-lea de Flandra. Copiii celor doi au fost:
- Frederic (d. 1022), conte de Verdun;
- Godefroi (d. 1023), conte de Verdun și duce de Lotharingia (1012–1023);
- Adalberon (d. 988), episcop de Verdun (984–988);
- Herman de Ename (d. 1024), conte de Brabant (retras ca monah în Abația de Verdun în jurul anului 1020);
- Gothelo de Lorena (d. 1044), margraf de Anvers, duce de Lotharingia Inferioară (1023–1044) și de Lotharingia Superioară (Lorena) (1033–1044);
- Bertram;
- Ermengarda (d. 1042), căsătorită cu Otto de Hammerstein, conte în Wettergau;
- Ermentruda, căsătorită cu Arnold de Rumigny (d. 1010), senior de Florennes;
- probabil încă o fiică al cărei nume nu se cunoaște, căsătorită cu contele Godizo de Aspelt.